# آبي براميل
آبي براميل (بالإنجليزية: Abby Brammell) هي ممثلة أمريكية، ولدت في 19 مارس 1979 بكنتاكي في الولايات المتحدة. بدأت مشوارها المهني سنة 2002.

## أعمال

### أفلام
- (2013) جوبز

### مسلسلات
- اكذب علي
- الوحدة
- إن سي آي إس
- كاسل

## وصلات خارجية
- آبي براميل على موقع IMDb (الإنجليزية)
- آبي براميل على موقع ألو سيني (الفرنسية)
- آبي براميل على موقع أول موفي (الإنجليزية)
- آبي براميل على موقع قاعدة بيانات الفيلم (الإنجليزية)
- آبي براميل على موقع كينوبويسك (الروسية)